# Rio Ipanema
Rio Ipanema är ett vattendrag i Brasilien. Det ligger i den östra delen av landet, 1 300 km nordost om huvudstaden Brasília.
Omgivningarna runt Rio Ipanema är huvudsakligen savann. Runt Rio Ipanema är det ganska glesbefolkat, med 21 invånare per kvadratkilometer.